# In de serre
In de serre (Frans Dans la serre) is een olieverfschilderij van de Franse schilder Édouard Manet. Het schilderij werd in 1879 gemaakt en hangt tegenwoordig in de Alte Nationalgalerie in Berlijn.
Het schilderij beeldt het echtpaar Guillemet uit in een kas of serre, zoals die in de 19e eeuw wel vaker werden gebouwd bij grote landhuizen.
Tijdens de Tweede Wereldoorlog werd het, samen met andere werken uit de Alte Nationalgalerie, voor de veiligheid ondergebracht in een zoutmijn vlak bij de Duitse plaats Merkers. Op 25 april 1945 werd het door Amerikaanse militairen teruggevonden.

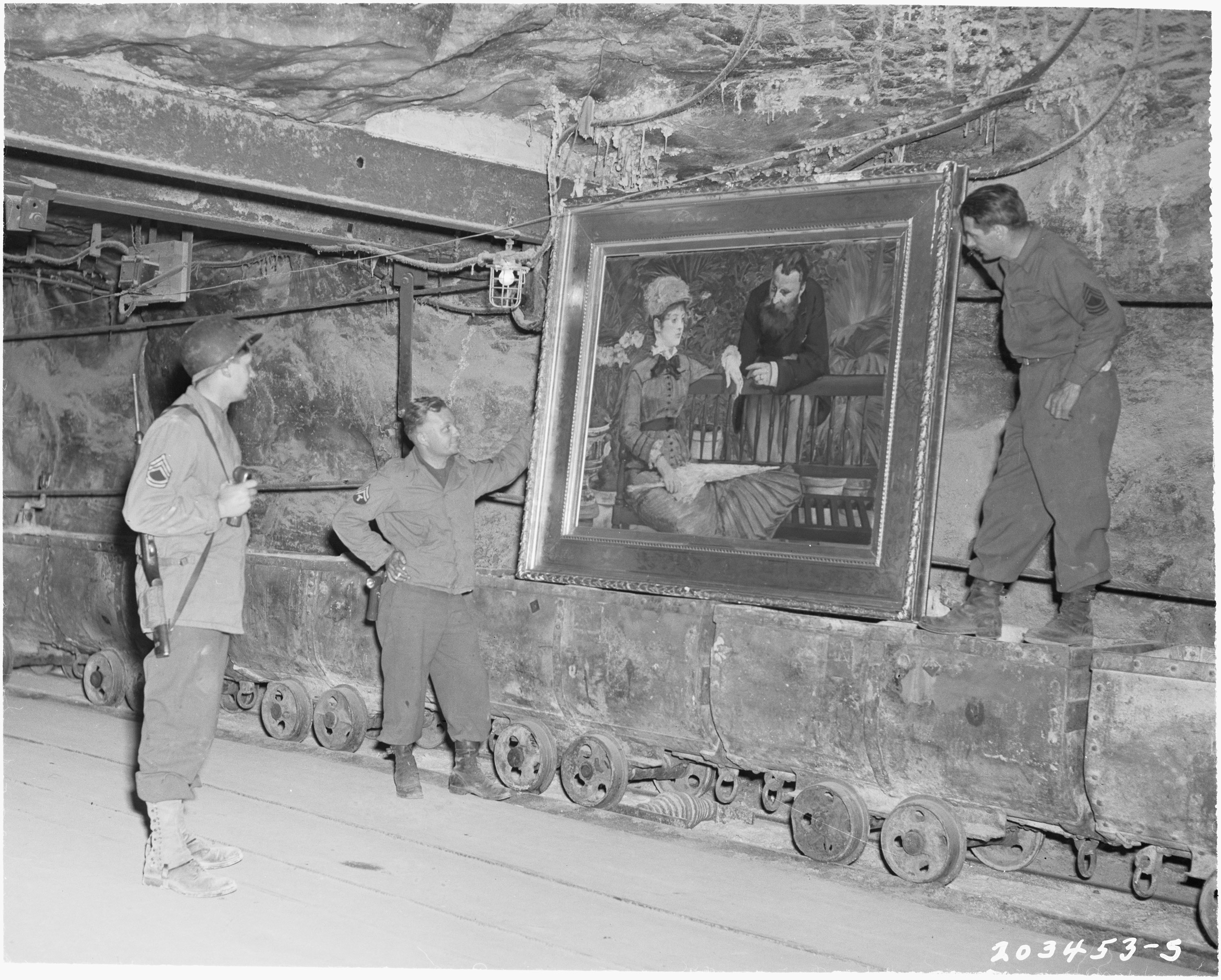
Amerikaanse militairen bij het kunstwerk in de zoutmijn

De Spaanse zanger (1860) · Jongen met zwaard (1861) · Muziek in de Tuilerieën (1862) · Lola de Valence (1862) · De oude muzikant (1862) · Victorine Meurent in het kostuum van een espada (1862) · De straatzangeres (ca. 1862) · Le déjeuner sur l'herbe (1863) · Olympia (1863) · Jongeman in het kostuum van een majo (1863) · De dode Christus met engelen (1864) · De slag tussen de USS Kearsarge en de CSS Alabama (1864) · De USS Kearsarge in Boulogne (1864) · Het lezen (ca. 1865) · De fluitspeler (1866) · De paardenrennen in Longchamp (ca. 1866) · De begrafenis (ca. 1867) · De Executie van Maximiliaan (1868) · Mevrouw Manet aan de piano (1868) · Portret van Émile Zola (1868) · De pier van Boulogne-sur-Mer (1868) · Maneschijn over de haven van Boulogne (1868-69) · Het balkon (1868-69) · Berthe Morisot met een boeket viooltjes (1872) · De spoorweg (1873) · Op het strand (1873) · Gemaskerd bal in de opera (1873) · Argenteuil (1874) · Berthe Morisot met waaier (1874) · Claude Monet schilderend in zijn atelierboot (1874) · De pruim (ca. 1877) · Nana (1877) · Portret van Faure in de rol van Hamlet (1877) · De Rue Mosnier met vlaggen (1878) · La serveuse de bocks (1879) · Bij Père Lathuille (1879) · In de serre (1879) · Portret van Irma Brunner, de Weense (ca. 1880) · Een bar in de Folies-Bergère (1882)